# مادینیانو
مادینیانو (به ایتالیایی: Madignano) یک کومونه در ایتالیا است که در استان کریمونا واقع شده‌است.

## خصوصیات
مادینیانو ۱۰٫۸ کیلومترمربع مساحت و ۲٬۹۷۷ نفر جمعیت دارد و ۷۲ متر بالاتر از سطح دریا واقع شده‌است.